# Turandot
Turandot (AFI: /turanˈdo/ /turanˈdɔt/) è un'opera in 3 atti e 5 quadri, su libretto di Giuseppe Adami e Renato Simoni, lasciata incompiuta dal compositore Giacomo Puccini e in seguito completata da Franco Alfano cui hanno fatto seguito diverse altre proposte.  
La pronuncia del nome della protagonista, nonché titolo dell'opera, è materia controversa: come ricordato dalle interpreti Rosa Raisa e Eva Turner, la pronuncia indicata da Puccini e Arturo Toscanini era con la T finale muta, più fluente nel canto; i dizionari italiani, al contrario, consigliano la pronuncia della T finale, più etimologicamente corretta (il termine Turandot deriva dal persiano Turandokht (توراندخت‎, "figlia di Tūrān").

## Storia
La prima rappresentazione ebbe luogo nell'ambito della stagione lirica del Teatro alla Scala di Milano il 25 aprile 1926, con Rosa Raisa, Francesco Dominici, Miguel Fleta, Maria Zamboni, Giacomo Rimini, Giuseppe Nessi e Aristide Baracchi sotto la direzione di Arturo Toscanini, il quale arrestò la rappresentazione a metà del terzo atto, due battute dopo il verso «Dormi, oblia, Liù, poesia!» (alla morte di Liù), ovvero dopo l'ultima pagina completata dall'autore, e, secondo alcune testimonianze, si rivolse al pubblico con queste parole: «Qui termina la rappresentazione, perché a questo punto il Maestro è morto». Le sere seguenti l'opera fu messa in scena con il finale rivisto da Franco Alfano: si tratta del terzo e definitivo rimaneggiamento imposto ad Alfano da Toscanini, che sebbene contrariato lo diresse per la seconda e terza rappresentazione del 27 e 29 aprile 1926, passando poi la bacchetta ad Ettore Panizza, tanto per quell'occasione (otto recite in totale) come poi nelle tre stagioni seguenti. Toscanini, pur vivendo fino al 1957, non diresse mai più l'ultima opera di Puccini.
L'incompiutezza di Turandot è oggetto di discussione tra gli studiosi. Il nodo cruciale del dramma, che Puccini cercò lungamente di risolvere, è costituito dalla trasformazione della principessa Turandot, algida e sanguinaria, in una donna innamorata: c'è chi sostiene che l'opera rimase incompiuta non a causa dell'inesorabile progredire del male che affliggeva l'autore, bensì per l'incapacità o l'intima impossibilità da parte del Maestro di interpretare quel trionfo d'amore conclusivo, che pure l'aveva inizialmente acceso d'entusiasmo e spinto verso questo soggetto. È certo comunque che Puccini considerasse la scena della morte di Liù come un finale soddisfacente, poiché la giudicava sufficiente a far intuire allo spettatore l'ovvio prosieguo della storia, ovvero il cambio di carattere di Turandot alla luce del sacrificio d'amore dell'ancella dello straniero che ambisce al suo cuore; in questo senso, l'opera è considerabile come narrativamente completa benché bruscamente interrotta.

## Caratteri generali
Il soggetto dell'opera ha origini antiche e difficili da definire con certezza nello spazio e nel tempo. La prima menzione della principessa sanguinaria nella letteratura europea avviene nella raccolta I mille e un giorno di François Pétis de la Croix (1653–1713), che parla della storia come di origine cinese (studi filologici suggeriscono potrebbe essere invece di origine turca). In Italia il soggetto è stato divulgato da Carlo Gozzi soprattutto grazie all'omonima fiaba teatrale (1762), che poi sarà oggetto di importanti adattamenti musicali, in particolare le musiche di scena composte da Carl Maria von Weber nel 1809 e la suite orchestrale op. 41 di Ferruccio Busoni, eseguita per la prima volta nel 1906 e poi convertita in opera lirica rappresentata nel 1917.
Fra tutte le varie fonti, il libretto dell'opera di Puccini si basa, molto liberamente, sulla traduzione di Andrea Maffei dell'adattamento tedesco di Friedrich Schiller del lavoro di Gozzi. L'idea per l'opera venne al compositore in seguito a un incontro con i librettisti Giuseppe Adami e Renato Simoni, avvenuto a Milano nel marzo 1920. Nell'agosto dello stesso anno, quando si trovava per un soggiorno termale a Bagni di Lucca, il compositore poté ascoltare, grazie al suo amico barone Fassini, che era stato per qualche tempo console italiano in Cina, un carillon con temi musicali proveniente da quel paese; alcuni di questi temi sono presenti nella stesura definitiva della partitura, in particolare la canzone popolare Mo Li Hua.

## La genesi

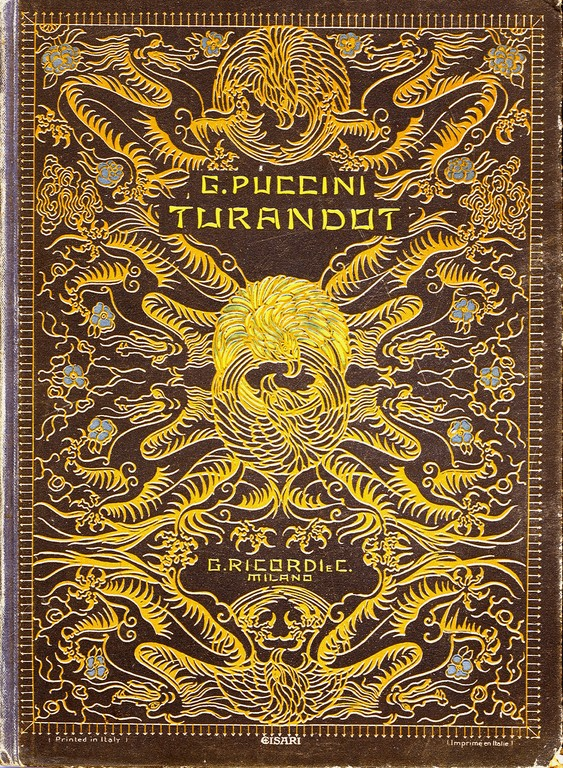
Spartito del dramma lirico, stampato a Milano per i tipi di Giulio Ricordi & C. nel 1926

Nel Natale del 1920 Puccini riceve la prima stesura in versi del libretto del primo atto. Nel gennaio del 1921 giunge a Puccini la versione definitiva del testo del primo atto e nell'agosto dello stesso anno la partitura è completata. In settembre Puccini scrive: «Turandot dovrebbe essere in due atti, che ne dici? Non ti pare troppo, diluire dopo gli enigmi per giungere alla scena finale? Restringere avvenimenti, eliminarne altri, arrivare ad una scena finale dove l'amore esploda».
Il vero ostacolo per il compositore fu, fin dall'inizio, la trasformazione del personaggio di Turandot da principessa fredda e vendicativa a donna innamorata. Ancora l'autore scriveva: «Il duetto [tra Calaf e Turandot] per me dev'essere il clou - ma deve avere dentro a sé qualcosa di grande, di audace, di imprevisto e non lasciar le cose al punto del principio […] Potrei scrivere un libro su questo argomento». E ancora: «Il duetto! Il duetto! tutto il decisivo, il bello, il vivamente teatrale è lì! […] Il travaso d'amore deve giungere come un bolide luminoso in mezzo al clangore del popolo che estatico lo assorbe attraverso i nervi tesi come corde di violoncelli frementi».
Puccini si lamentò spesso della lentezza con cui i due librettisti rispondevano alle sue richieste di revisioni del libretto, ma si può dubitare che questo sia il vero motivo per cui l'opera è rimasta incompiuta. Nel giugno 1922 il compositore confermò a Casa Ricordi che «Simoni e Adami mi hanno consegnato con mia completa soddisfazione il libretto di Turandot finito», eppure i dubbi non erano scomparsi e sei mesi dopo confessava ad Adami: «Di Turandot niente di buono […] Se io avessi avuto un soggettino come da tempo lo cercavo e lo cerco, a quest'ora sarei in scena. Ma quel mondo cinese! A Milano deciderò qualcosa, forse restituisco i soldi a Ricordi e mi libero».
I soldi non furono restituiti e nel dicembre del 1923 Puccini aveva completato tutta la partitura fino alla morte di Liù, cioè fino all'inizio del duetto cruciale. Di questo finale egli stese solo una versione in abbozzo discontinuo. Puccini morì a Bruxelles il 29 novembre 1924, lasciando le bozze del duetto finale così come le aveva scritte il dicembre precedente.

## Trama
(Coro, atto I)
L'azione si svolge a Pechino, «al tempo delle favole»

### Atto I
Un mandarino annuncia pubblicamente un editto: Turandot, figlia dell'imperatore Altoum, sposerà quel pretendente di sangue reale che abbia svelato tre indovinelli molto difficili da lei stessa proposti; colui però che non sappia risolverli dovrà essere decapitato. Il principe di Persia, l'ultimo dei tanti pretendenti sfortunati, ha fallito la prova e sarà giustiziato al sorger della luna. All'annuncio, tra la folla desiderosa di assistere all'esecuzione, sono presenti il vecchio Timur che, nella confusione, cade a terra, e la sua schiava fedele Liù, che chiede aiuto. Un giovane di nome Calaf si affretta ad aiutare il vegliardo e lo riconosce come suo padre, re tartaro spodestato e rimasto accecato nel corso della battaglia che lo ha privato del trono. I due si abbracciano commossi e Calaf prega il padre e la schiava Liù, molto devota, di non pronunciare il suo nome: ha paura dei regnanti cinesi, i quali hanno usurpato il trono del padre. Nel frattempo il boia affila le lame preparandole per l'esecuzione fissata nel momento in cui sorgerà la Luna, mentre la folla si agita ulteriormente.
Ai primi chiarori lunari entra il corteo che accompagna la vittima. Alla vista del principe la folla, prima eccitata, si commuove per la sua giovane età, invocando la grazia. Turandot allora entra, glaciale ordina il silenzio al suo popolo e con un gesto dà ordine al boia di giustiziare il principe che viene ucciso senza pietà.
Calaf, che prima l'aveva maledetta per la sua crudeltà, è ora impressionato dalla regale bellezza di Turandot e decide di affrontare la sfida e risolvere i tre enigmi. Timur e Liù provano a dissuaderlo, ma lui si lancia verso il gong dell'atrio del palazzo imperiale. Tre figure lo fermano: sono Ping, Pong e Pang, ministri di corte. Anche loro tentano di convincere Calaf a desistere dal suo proposito, descrivendo l'insensatezza dell'azione che sta per compiere. Il principe, però, quasi in una sorta di delirio, si libera di loro e suona tre volte il gong, invocando il nome di Turandot.

### Atto II

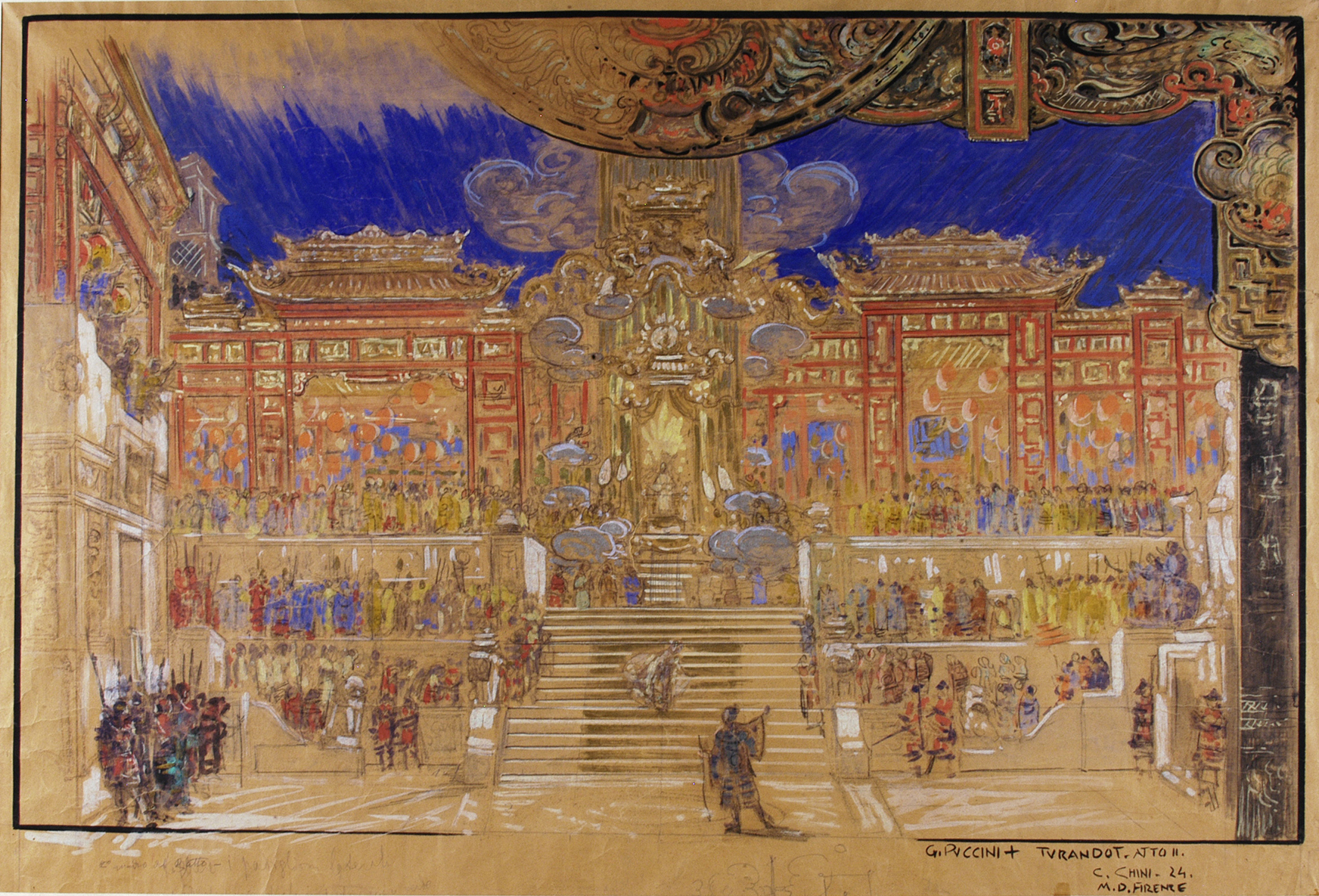
Il vasto piazzale della Reggia, bozzetto per Turandot atto 2 scena 2 (1924). Archivio storico Ricordi

È notte. Ping, Pong e Pang si lamentano di come, in qualità di ministri di corte, siano costretti ad assistere alle esecuzioni delle troppe sfortunate vittime di Turandot, mentre preferirebbero vivere tranquillamente nei loro possedimenti in campagna.
Sul piazzale della reggia intanto tutto è pronto per il rito dei tre enigmi. C'è una lunga scalinata in cima alla quale si trova il trono in oro e pietre preziose dell'imperatore. Da un lato ci sono i sapienti, i quali custodiscono le soluzioni degli enigmi, dall'altro ci sono il popolo, il Principe ignoto e i tre ministri. Altoum invita il principe ignoto a desistere, ma quest'ultimo rifiuta. Il mandarino fa dunque iniziare la prova, ripetendo l'editto imperiale, mentre entra in scena Turandot. La bella principessa spiega il motivo del suo comportamento: molti anni prima il suo regno era caduto nelle mani dei tartari e, in seguito a ciò, una sua antenata era stata violentata e uccisa dall'invasore. In ricordo della sua morte, Turandot aveva giurato che non si sarebbe mai lasciata possedere da un uomo: per questo aveva inventato il rito degli enigmi, convinta che nessuno li avrebbe mai risolti. Calaf invece riesce a risolverli uno dopo l'altro: la principessa, disperata e incredula, si getta ai piedi del padre, supplicandolo di non consegnarla allo straniero, ma per l'imperatore la parola data è sacra. Turandot si rivolge allora al Principe e lo ammonisce che in questo modo egli avrà solo una donna riluttante e piena d'odio. Calaf la scioglie allora dal giuramento proponendole a sua volta una sfida: se la principessa, prima dell'alba, riuscirà a scoprire il suo nome, egli le regalerà la sua vita. Il nuovo patto è accettato, mentre risuona un'ultima volta, solenne, l'inno imperiale.

### Atto III
È notte. In lontananza si sentono gli araldi che portano l'ordine della principessa: quella notte nessuno deve dormire a Pechino e il nome del principe ignoto deve essere scoperto a ogni costo, pena la morte. Calaf intanto è sveglio, convinto di vincere e intona la famosa aria Nessun dorma.
Giungono Ping, Pong e Pang, che offrono a Calaf qualsiasi cosa pur di conoscere il suo nome, ma il principe rifiuta. Nel frattempo, Liù e Timur vengono portati davanti ai tre ministri. Appare anche Turandot, che ordina loro di parlare. Liù, per difendere Timur, afferma di essere la sola a conoscere il nome del principe ignoto, ma dice anche che non lo svelerà mai. La donna subisce molte torture ma continua a tacere, riuscendo a stupire Turandot, che le chiede cosa le dia tanta forza per sopportare le torture, al che Liù risponde che è l'amore a darle questa forza.
Turandot è turbata da questa dichiarazione, ma rimane la gelida principessa crudele: ordina ai tre ministri di scoprire a tutti i costi il nome del principe ignoto. Liù, sapendo che non riuscirà a tenerlo nascosto ancora, strappa di sorpresa un pugnale a una guardia e si trafigge a morte, cadendo esanime ai piedi di uno sconvolto Calaf. Il vecchio Timur, essendo cieco non comprende immediatamente quanto accaduto; quando la verità gli viene infine cinicamente rivelata dal ministro Ping, il deposto sovrano abbraccia distrutto il corpo senza vita di Liù, che viene portato via seguito dalla folla in preghiera.
Questo è il punto in cui si interrompe il lavoro di Puccini, morto improvvisamente il 29 novembre 1924. L'opera rimane "incompiuta": né Puccini, né i librettisti avevano trovato un definitivo accordo per finire l'opera, sicché nessuno sa come Puccini l'avrebbe potuta e voluta modificare in ultima decisione.
Turandot e Calaf restano soli. In un primo momento Calaf è adirato con la principessa, che accusa di aver provocato fin troppo dolore in nome del suo odio e di essere ormai incapace di provare sentimenti (Principessa di morte), ma ben presto all'odio si sostituisce l'amore di cui Calaf è incapace di liberarsi. La principessa dapprima lo respinge, poi ammette di aver avuto paura di lui la prima volta che l'ha visto e di essere ormai travolta dalla passione, che li porta infine a scambiarsi un bacio appassionato. Turandot tuttavia è molto orgogliosa e supplica il principe di non volerla umiliare, quindi lui accetta di morire per lei, presentandosi finalmente come Calaf, figlio di Timur. Turandot, saputo il suo nome, potrà quindi ucciderlo, se vorrà.
Davanti al palazzo reale, davanti al trono imperiale è riunita una grande folla. Squillano le trombe. Turandot dichiara pubblicamente di conoscere il nome dello straniero: «il suo nome è Amore».
Tra le grida di giubilo della moltitudine, la principessa Turandot, felice, si abbandona tra le braccia di Calaf e accetta di sposarlo.
La folla inneggia festante ai due futuri sposi.

## Il finale "incompiuto"
In realtà il lavoro su Turandot da parte dello stesso autore non rimase effettivamente incompiuto. Certamente a questo episodio contribuì anche - e non poco - il fatto che Puccini stesso in quel periodo non godesse di buone condizioni di salute, tanto che sarebbe morto poco tempo dopo per un tumore maligno alla gola. Puccini, dopo aver scritto l'ultimo coro funebre (dedicato alla morte di Liù) non andò oltre, ritenendo il lavoro in qualche modo già concluso e dovendo adeguare solo la chiusura ai propri intenti estremi e soddisfattivi.
Il lavoro di stesura di un vero e proprio finale alternativo iniziò praticamente poche settimane prima della morte, quando l'autore stava per essere ricoverato, ma non rimasero che abbozzi più o meno compiuti. Gli abbozzi sono sparsi su 23 fogli che il maestro portò con sé presso la clinica di Bruxelles in cui fu ricoverato nel tentativo di curare il male che lo affliggeva. Puccini non aveva indicato in modo esplicito nessun altro compositore per il completamento dell'opera.
La casa editrice Ricordi e il maestro Arturo Toscanini, in accordo con Antonio Puccini, figlio di Giacomo, decisero di affidare a Franco Alfano il difficile compito di concludere la Turandot. Alfano, cercando di interpretare le volontà di Puccini, creò un primo finale. Tuttavia, in seguito alle critiche di Ricordi e Toscanini, che richiesero una maggiore adesione agli appunti, Alfano si vide costretto ad operare corposi tagli (circa 100 battute), dando vita così ad un secondo finale. Questa versione è quella correntemente eseguita nei teatri. Toscanini scelse però di non eseguirla il giorno della prima assoluta, il 25 aprile 1926 al Teatro alla Scala. Egli infatti in quell'occasione interruppe la rappresentazione al terzo atto, subito dopo l'ultima pagina completata da Puccini.
Si dovette attendere il 2001 per ascoltare un nuovo finale di Turandot, commissionato a Luciano Berio dal Festival de Música de Canarias, basato anch'esso sugli abbozzi lasciati da Puccini e ufficialmente riconosciuto dalla Ricordi.
Circa il primigenio finale concepito da Franco Alfano, la prima esecuzione moderna   fu data il 3 novembre 1982 al Barbican Centre di Londra, mentre la prima messinscena fu allestita alla New York City Opera nel 1983; seguirono poi numerose esecuzioni a Roma (prima italiana) alle Terme di Caracalla 1985, con Gwyneth Jones, Nicola Martinucci direttore Daniel Oren, poi Bonn (1985), Rotterdam (1991), Saarbrücken (1993), Salisburgo (1994), Honolulu (1996), Rostock (1996), Halle (2000), Riga (2003), Freiburg (2003), Lucca (2003), Pisa (2003), Ravenna (2003), Livorno (2003). Registrata per la Decca nel 1989 da John Mauceri, con Josephine Barstow come Turandot e Lando Bartolini nel ruolo di Calaf, la prima versione del finale Alfano è stata in seguito eseguita da Antonio Pappano, assieme all'Orchestra e al Coro dell'Accademia Nazionale di Santa Cecilia di Roma, in un concerto tenutosi presso l'Auditorium Parco della Musica il 12 marzo del 2022 (nei ruoli principali Sondra Radvanovsky, Jonas Kaufmann, Ermonela Jaho, Michele Pertusi e Mattia Olivieri), svoltosi a complemento della registrazione integrale dell'opera, pubblicata dall'etichetta Warner Classics il 10 marzo 2023.
Il punto più controverso del materiale lasciato da Puccini è costituito dall'episodio del bacio. È il momento clou dell'intera opera: la trasformazione di Turandot da principessa di gelo a donna innamorata. Se nell'abbozzo pucciniano le prime 56 battute del finale sono già a uno stadio di elaborazione avanzato, questo episodio appare forse abbozzato in un solo foglio, secondo l'ipotesi di Harold Powers e William Ashbrook. Mentre Berio ha imbastito un esteso episodio sinfonico a partire da questa pagina, Alfano si limitò a comporre sedici nuove battute, ridotte nella versione definitiva a un solo accordo seguito da pochi colpi di timpano.
In un precedente schizzo di Puccini, al medesimo episodio è abbinato un diverso materiale tematico. Sul foglio 11 recto egli aveva infatti scritto le ultime due battute, seguite da una battuta con un accenno del tema per il bacio, per poi cancellarle e riscriverle sull'altro lato del foglio. Il tema in questione è lo stesso che poche battute prima Turandot canta sulle parole «No, mai nessun m'avrà! Dell'ava lo strazio non si rinnoverà!»: ciò sembrerebbe attestare come l'idea del compositore lucchese potesse essere radicalmente diversa da quella dei suoi più giovani colleghi. Un bacio su questo tema accentrerebbe infatti l'attenzione sul cedimento della principessa, piuttosto che sul suo orgoglio ferito, sulla trasformazione più interiorizzata della versione di Berio. Tuttavia il musicologo Michele Girardi  nel 2024 ha puntualizzato sulla questione rilevando pregi e difetti, o comunque incongruenze fatte dal musicista ligure.

### Altri finali alternativi
Oltre al primo finale elaborato da Alfano e a quello di Berio, esistono in realtà diversi tentativi di proporre varianti al completamento dell'opera pucciniana. Tutti questi completamenti hanno in loro inevitabili apporti originali da parte di ogni singolo autore che ha voluto proporre una soluzione alternativa. Già per Alfano si deve per l'esattezza parlare di tre versioni, di fatto la "seconda" confluita nella "terza" definitiva eseguita dal 27 aprile 1926, pubblicata ufficialmente e diffusasi.
Mosco Carner uno degli specialisti mondiali su Puccini, ha riferito a proposito del finale integrale di Alfano: «È di gran lunga superiore e si avvicina molto all'intenzione di Puccini di quanto abbiamo sentito finora».
La studiosa Janet Maguire (Chicago 1927), residente a Venezia, lavorò per dodici anni (1976-1988) sull'arrangiamento del duetto finale e della conclusione dell'opera utilizzando esclusivamente gli schizzi che l'autore lasciò alla sua morte. In un dettagliato articolo pubblicato nel 1990 la musicologa ritiene totalmente possibile elaborare un completamento autonomo basato solo sul materiale superstite, sostenendo sostanzialmente che quest'ultimo è più che sufficiente. Al di là delle relazioni scritte però non è stata prodotta nessuna pubblicazione musicale o incisione; vi fu una esecuzione in forma di concerto nel 2010 alla New York City Opera.
Il musicologo napoletano (nonché compositore e regista teatrale) Roberto De Simone ha steso un completo rifacimento nel 2009 per il Teatro Petruzzelli di Bari, cassando quello di Alfano ma sempre sui versi di Adami e Simoni. La rappresentazione specifica però non è andata in scena per ritardi di supervisione di Casa Ricordi. De Simone ha tuttavia presentato la propria regia (finale con la morte di Liù) in quella circostanza ed altre sedi (Roma e Napoli).
Steven Mercurio ha prodotto una sua versione che è una fusione tra Alfano I e II, incorporando ulteriori schizzi rinvenuti nel 1991. Questo finale è stato eseguito dalla Compagnia dell'Opera di Filadelfia nel 1992. Nemmeno questa è stata commercializzata.
Nell'epistolario del direttore d'orchestra Gino Marinuzzi compare una lettera con una richiesta a Casa Ricordi per alcune varianti che il musicista siciliano avrebbe voluto apportare a quanto si stava ormai consolidando come versione ufficiale (ossia quella Alfano-Toscanini), mentre stava curando l'esecuzione dell'opera in Argentina pochi mesi dopo la prima assoluta. La risposta fu negativa e perentoria.
Nel 2007 il direttore fiorentino Bruno Rigacci (1921-2019) ha realizzato per solo canto e pianoforte "L'ultima alba", Ipotesi per un nuovo Finale della "Turandot" di Puccini., scena e duetto su testo di Rodolfo Tommasi e Bruno Rigacci, edito da "Chiostro Armonico" (BRI 126).
Il musicista cinese Hao Weiya nel 2008 per Pechino ha completato l'opera dopo aver studiato in Italia i frammenti pucciniani (con l'ausilio di esperti italiani della Fondazione Puccini) in un risultato finale trionfalistico simile a quello in uso di Alfano, ma inserendo e riprendendo il tema del Molihua (Fiore di gelsomino) nel coro conclusivo e che Puccini utilizza in tutta l'opera per prefigurare le apparizioni di Turandot. L'operazione (rintracciabile proprio nella parte conclusiva dell'opera, su Youtube nell'interpretazione del cantante Rudy Park da una ripresa del 2011 a Seoul, KBS1 canale tv sudcoreano) ha avuto giudizi piuttosto positivi anche se non sono mancati i rimproveri per una eccessiva sfarzosità hollywoodiana. Lo spettacolo è stato poi rappresentato anche a Shangai. La produzione pechinese 2008 è stata pubblicata in un DVD della Accentus Music da una ripresa registrata dal vivo nell'ottobre 2013, direttore in tale occasione Daniel Oren. La prima serie di recite furono dirette da Lu Ja e Giuseppe Acquaviva. Si tenga presente che di questa versione non è possibile studiare la partitura, inaccessibile al di fuori della Cina.
Nel 2022, Deborah Burton "realizzò" un finale di Turandot che utilizzava diversi schizzi autografi di Puccini non studiati in precedenza. Basandosi su decenni di analisi dello stile compositivo di Puccini, il suo finale non è ancora stato eseguito, anche se alcune possibilità sono in vista. Una descrizione del suo finale si trova nel suo articolo, "Puccini’s Last Act: Finishing Turandot" (The Opera Journal, Vol. 55, n. 2, pp. 1-60) e nel suo libro The Finales of Turandot: Puccini’s Last Act (Routledge, 2025).
L'11 maggio 2024 la Washington National Opera (The Kennedy Center) ha presentato in prima mondiale un nuovo completamento ad opera del compositore Christopher Tin e della librettista Susan Soon He Stanton che riformula a fondo la parte incompiuta, con criteri in parte innovativi ma non scevri dalle problematiche che tutti i precedenti revisori storici hanno avuto. L'accoglienza critica è stata alquanto positiva. La produzione è stata diretta musicalmente dall'italiana Speranza Scappucci. Il musicologo Michele Girardi ha scritto (2024) a proposito di questa edizione e nel citare i vari tentativi di cui alla presente sezione che "è ancora presto per tirare le somme".
L'interesse esteso per l'irrisolto finale pucciniano-intensificatosi nel 2024 in occasione del centenario della morte del compositore-ha dato luogo anche a messe in scena, dove non sono mancate proposte registiche che intervengono non solo sulla drammaturgia dell'opera ma con singolari interventi per la parte musicale, come nel caso dell'edizione (aprile 2024) all'Hessisches Staatstheater Wiesbaden curata da   Daniela Kerck. La regista e scenografa tedesca avendo deciso di non utilizzare alcun finale scritto da altri, ha inserito il Requiem che Puccini scrisse nel 1905 in memoria di Giuseppe Verdi e con quello la sua edizione si conclude.
In simili direzioni di rivisitazione si propone un apporto di Derrick Wang per "Opera Delaware" una compagnia d'opera professionale con sede a Wilmington (Delaware) nel maggio 2024. Viene dunque precisato dai produttori, che "[il] lavoro intende sostituire il brano dell'Atto III, Scena 1 del completamento di Turandot "Alfano II" (Ricordi 1926) che inizia al numero 35 e termina al numero 49 (escluso) , punto in cui il completamento di Alfano II deve essere ripreso". Si tratta di circa 12 minuti con un'orchestrazione "ridotta".

## La prima alla Scala

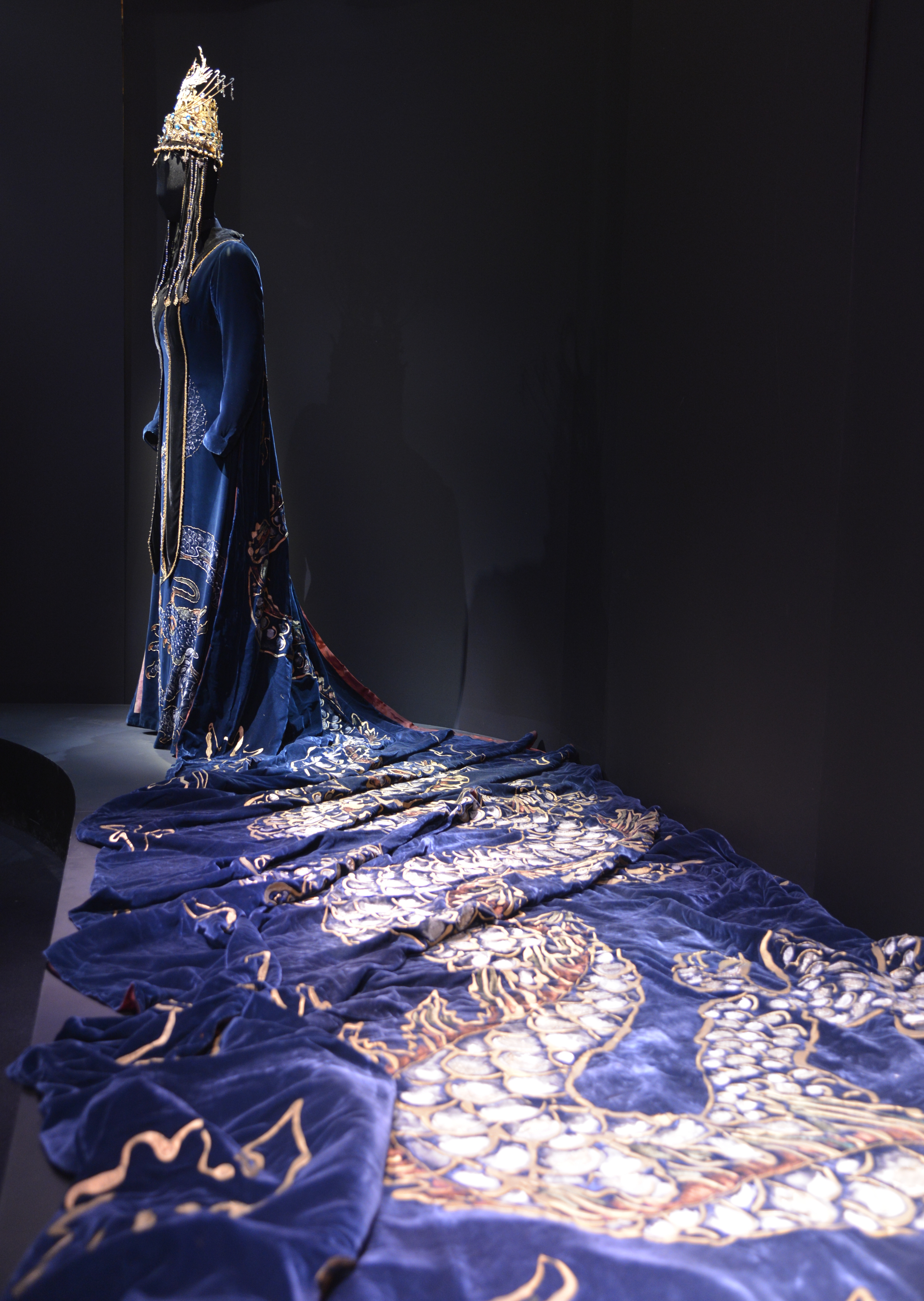
Costume di scena Turandot, Museo Teatrale alla Scala, mostra "Opera Meets New Media"

La prima esecuzione venne narrata nella cronaca sul Corriere della Sera da Arnaldo Fraccaroli, secondo il quale la Scala aveva la "fisionomia delle grandi occasioni", presente "tutto l'Olimpo del teatro e della lirica", molti giornalisti e critici musicali da tutta Europa, con la platea che era una " sinfonia di sparati bianchi e di scollature". Sono anche riportati i prezzi dei biglietti: 3000 lire per un palco, 600 una poltrona, 400 una poltroncina, 50 il biglietto d'ingresso, per un incasso totale che superò 270000 lire.
All'esecuzione era prevista la presenza di Mussolini, che aveva richiesto che la rappresentazione fosse preceduta da "Giovinezza" suonata dall'orchestra. Toscanini, informato di ciò, commentò che l'inno fascista poteva essere suonato, ma senza di lui e che in tal caso neppure avrebbe diretto l'opera. Di fronte a questa affermazione Mussolini si astenne dal presenziare, per coprire la sua assenza, a suo nome, venne cerimoniosamente deposto, durate l'intervallo fra il primo e il secondo atto, un fascio di garofani rossi, con la scritta "Mussolini a Puccini" davanti alla statua del musicista nel ridotto dell'opera.

## Organico orchestrale
La partitura di Puccini prevede l'utilizzo di:
- 3 flauti (III. anche ottavino), 2 oboi, corno inglese, 2 clarinetti in Sib, clarinetto basso in Sib, 2 fagotti, controfagotto
- 4 corni in Fa, 3 trombe in Fa, 3 tromboni, trombone contrabbasso
- timpani, triangolo, rullante, grancassa, piatti, tam-tam, gong cinesi, glockenspiel, xilofono, xilofono basso, campane tubolari
- celesta, organo
- 2 arpe
- archi

inoltre, sulla scena:
2 sassofoni contralti in Mib, 6 trombe in Sib, 3 tromboni, trombone basso, tamburo di legno, gong grave (o tam tam).

## Brani celebri
Atto I
- Gira la cote!, (coro del popolo e degli aiutanti del boia)
- Perché tarda la luna? Invocazione alla luna (coro)
- Là sui monti dell'est (coro di ragazzini che invocano Turandot; melodia tratta dalla canzone folk cinese Mo Li Hua).
- Signore, ascolta!, romanza di Liù
- Non piangere, Liù!, romanza di Calaf
- Concertato finale

Atto II
- Olà Pang! Olà Pong!, terzetto delle maschere
- In questa reggia, aria di Turandot
- Straniero, ascolta!, scena degli enigmi

Atto III
- Nessun dorma, romanza di Calaf
- Tanto amore, segreto e inconfessato [...] Tu che di gel sei cinta, aria (in due parti) e morte di Liù
- Liù, Liù sorgi...Liù bontà, Liù dolcezza, aria di Timur

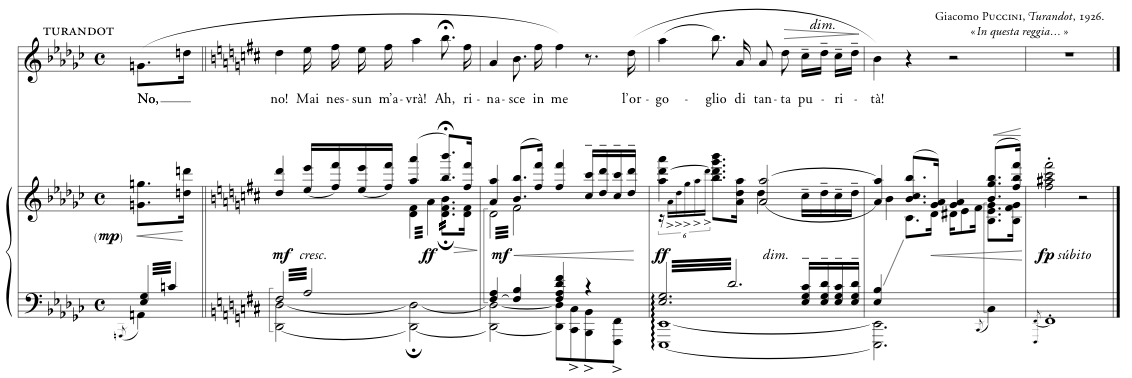
Citazione dall'aria In questa reggia

## Discografia

### Incisioni in studio
| Anno | Cast (Turandot, Liù, Calaf, Timur, Ping)                                                  | Direttore                   | Etichetta           |
| ---- | ----------------------------------------------------------------------------------------- | --------------------------- | ------------------- |
| 1938 | Gina Cigna, Magda Olivero, Francesco Merli, Luciano Neroni, Afro Poli                     | Franco Ghione               | Warner Fonit        |
| 1955 | Inge Borkh, Renata Tebaldi, Mario Del Monaco, Nicola Zaccaria, Fernando Corena            | Alberto Erede               | Decca Records       |
| 1957 | Maria Callas, Elisabeth Schwarzkopf, Eugenio Fernandi, Nicola Zaccaria, Mario Borriello   | Tullio Serafin              | EMI Classics        |
| 1959 | Birgit Nilsson, Renata Tebaldi, Jussi Björling, Giorgio Tozzi, Mario Sereni               | Erich Leinsdorf             | RCA Victor          |
| 1965 | Birgit Nilsson, Renata Scotto, Franco Corelli, Bonaldo Giaiotti, Guido Mazzini            | Francesco Molinari Pradelli | EMI Classics        |
| 1972 | Joan Sutherland, Montserrat Caballé, Luciano Pavarotti, Nicolaj Ghiaurov, Tom Krause      | Zubin Mehta                 | Decca Records       |
| 1977 | Montserrat Caballé, Mirella Freni, José Carreras, Paul Plishka, Vicente Sardinero         | Alain Lombard               | EMI Classics        |
| 1981 | Katia Ricciarelli, Barbara Hendricks, Plácido Domingo, Ruggero Raimondi, Gottfried Hornik | Herbert von Karajan         | Deutsche Grammophon |
| 1992 | Éva Marton, Margaret Price, Ben Heppner, Jan-Hendrik Rootering, Bruno de Simone           | Roberto Abbado              | RCA Victor          |
| 2022 | Sondra Radvanovsky, Ermonela Jaho, Jonas Kaufmann, Michele Pertusi, Mattia Olivieri       | Antonio Pappano             | Warner Classics     |

### Registrazioni dal vivo
| Anno | Cast (Turandot, Liù, Calaf, Timur)                                                             | Direttore                   | Registrazione                                  |
| ---- | ---------------------------------------------------------------------------------------------- | --------------------------- | ---------------------------------------------- |
| 1961 | Birgit Nilsson, Anna Moffo, Franco Corelli, Bonaldo Giaiotti                                   | Leopold Stokowski           | Metropolitan Opera House, 4 marzo              |
| 1961 | Birgit Nilsson, Leontyne Price, Giuseppe Di Stefano, Nicola Zaccaria                           | Francesco Molinari Pradelli | Wiener Staatsoper, 22 giugno                   |
| 1989 | Ghena Dimitrova, Cecilia Gasdia, Nicola Martinucci, Roberto Scandiuzzi                         | Daniel Oren                 | Teatro Margherita, 20-27 gennaio               |
| 1998 | Giovanna Casolla, Katia Ricciarelli, Lando Bartolini, Sergio Fontana                           | Rico Saccani                | Avenche, Arena - CASCAVELLE CD                 |
| 2001 | Giovanna Casolla, Masako Deguci, Lando Bartolini, Francisco Heredia, Javier Mas, Vicenc Esteve | Alexander Rahbari           | Malaga, 2001 - NAXOS CD                        |
| 2008 | Maria Dragoni, Maria Luigia Borsi, Franco Farina                                               | Keri Lynn Wilson            | Teatro dei Quattromila, Torre del Lago Puccini |
| 2009 | Maria Guleghina, Marina Poplavskaja, Marcello Giordani, Samuel Ramey                           | Andris Nelsons              | Metropolitan Opera House, 3 novembre           |

## DVD parziale
| Anno | Cast (Turandot, Liù, Calaf, Timur)                                  | Direttore          | Etichetta           |
| ---- | ------------------------------------------------------------------- | ------------------ | ------------------- |
| 1958 | Lucilla Udovich, Renata Mattioli, Franco Corelli, Plinio Clabassi   | Fernando Previtali |                     |
| 1983 | Éva Marton, Katia Ricciarelli, José Carreras, John Paul Bogart      | Lorin Maazel       | TDK                 |
| 1983 | Ghena Dimitrova, Cecilia Gasdia, Nicola Martinucci, Ivo Vinco       | Maurizio Area      | NVC Arts            |
| 1988 | Éva Marton, Leona Mitchell, Plácido Domingo, Paul Plishka           | James Levine       | Deutsche Grammophon |
| 1998 | Giovanna Casolla, Barbara Frittoli, Sergej Larin, Carlo Colombara   | Zubin Mehta        | Warner Classics     |
| 2003 | Giovanna Casolla, Sandra Pacetti, Nicola Martinucci, Simon Yang     | Carlo Palleschi    | EMI                 |
| 2010 | Maria Guleghina, Salvatore Licitra, Tamar Iveri, Luiz-Ottavio Faria | Giuliano Carella   | Bel-Air Classiques  |